# 法洛四联症
法洛四联症（英語：tetralogy of Fallot，縮寫：TOF）是由四种心脏及大血管畸形构成的组合性先天性心脏病。这四种畸形是：肺动脉流出道狭窄、室间隔膜部缺损、主动脉右移与骑跨、右心室肥大；为最常见的紫绀型先天性心脏病。
法洛四联症出生時的症狀從無症狀到嚴重不等，之後多半會有發紺（皮膚發藍）的症狀（青紫婴儿）。當有此症的嬰兒哭泣或排便時，他們可能會有急性缺氧發作：皮膚會轉為藍色，有呼吸困難、跛行、偶爾失去意識。其他症狀可能包含心雜音、杵狀指、吸食母乳時容易疲勞。

## 病因及診斷
法洛四联症的病因目前還不清楚。 風險因素包括懷孕時使用酒精，或是孕婦患有糖尿病、年齡超過40歲或懷孕期間患上德國麻疹，它也可能與唐氏症候群有關。一般會有四種缺陷：
- 肺動脈狹窄（英语：pulmonary stenosis）：是右心室出口狹窄。
- 心室中隔缺損：左右心室之間有一個破洞。
- 右心室肥大：右心室肌肉增厚。
- 主動脈跨位：是兩個心室中的血液皆可進入主動脈。

## 治療及預後
法洛氏四重症通常於一歲時進行開心手術，手術的時間取決於嬰兒的症狀與體型，過程涵蓋增加肺動脈瓣和肺動脈的大小並修復心室中膈缺損。若是嬰兒年紀太小，可先進行暫時性的手術並安排於較大時進行二次手術。大多數有此症的患者皆能存活至成年。目前法洛氏四重症的治療效果良好，30年生存率為68.5%至90.5%之間 （页面存档备份，存于）。長期的問題可能包含心律不整以及肺動脈瓣閉鎖不全。

## 流行病學及歷史
每兩千名新生兒中就有一例出現法洛氏四重症，男嬰女嬰罹患機率相等為最常見的複雜性先天性心臟病，約佔複雜性先天性心臟病的10%，1671年時，尼古拉斯·斯坦諾第一次提到了法洛氏四重症。1888年時由法國醫生艾蒂安-路易·亞瑟·法洛做更進一步的描述，並因此得名。於1954年，進行第一次的修復手術。

## 外部連結
- What Is Tetralogy of Fallot? （页面存档备份，存于） at National Institute of Health
- Understanding your child’s heart: Tetralogy of Fallot; by the British Heart Foundation British Heart FoundationBritish Heart FoundationBritish Heart FoundationBritish Heart Foundation （页面存档备份，存于）
- Interactive 3-D Animation of Tetralogy of Fallot Repair - Stanford Children's Health （页面存档备份，存于）